# Вулдридж (Міссурі)
Вулдридж (англ. Wooldridge) — селище (англ. village) в США, в окрузі Купер штату Міссурі. Населення — 28 осіб (2020).

## Географія
Вулдридж розташований за координатами 38°54′24″ пн. ш. 92°31′17″ зх. д. / 38.90667° пн. ш. 92.52139° зх. д. (38.906581, -92.521390).  За даними Бюро перепису населення США в 2010 році селище мало площу 0,16 км², уся площа — суходіл.

## Демографія
Згідно з переписом 2010 року, у селищі мешкала 61 особа в 32 домогосподарствах у складі 15 родин. Густота населення становила 387 осіб/км².  Було 39 помешкань (247/км²).
Расовий склад населення:
| - 96,7 % — білих - 1,6 % — корінних американців - 1,6 % — осіб інших рас |

До двох чи більше рас належало 0,0 %. Частка іспаномовних становила 11,5 % від усіх жителів.
За віковим діапазоном населення розподілялося таким чином: 18,0 % — особи молодші 18 років, 78,7 % — особи у віці 18—64 років, 3,3 % — особи у віці 65 років та старші. Медіана віку мешканця становила 42,8 року. На 100 осіб жіночої статі у селищі припадало 90,6 чоловіків;  на 100 жінок у віці від 18 років та старших — 85,2 чоловіків також старших 18 років.
За межею бідності перебувало 14,3 % осіб, у тому числі 0,0 % дітей у віці до 18 років та 100,0 % осіб у віці 65 років та старших.
Цивільне працевлаштоване населення становило 31 осіб. Основні галузі зайнятості: освіта, охорона здоров'я та соціальна допомога — 32,3 %, будівництво — 29,0 %, роздрібна торгівля — 16,1 %, оптова торгівля — 12,9 %.